# Ryszard Smożewski
Ryszard Smożewski (właśc. Alfred Smożewski, ur. 16 lutego 1930 w Zamościu, zm. 13 listopada 2008 w Tarnowie) – dziennikarz, reżyser, scenarzysta, publicysta. W latach 1972–1988 dyrektor Tarnowskiego Teatru im. Ludwika Solskiego.
Za kadencji Smożewskiego w tym teatrze występowali m.in. następujący aktorzy: Ryszard Kotys, Jerzy Wasiuczyński, Andrzej Bieniasz, Andrzej Grabowski, Lucyna Malec, Krzysztof Stroiński, Włodzimierz Matuszak, Elżbieta Kijowska, Stanisław Elsner, Monika Niemczyk, Anna Tomaszewska, Bronisław Opałko, Paweł Jakub Korombel. Spektakle teatralne były adaptowane dla potrzeb telewizji (Łgarz Carla Goldoniego), wprowadzano niecodzienną scenografię (spektakl Przepraszam czy tu biją Marka Piwowskiego).
Odznaczony w 1976 Krzyżem Kawalerskim Orderu Odrodzenia Polski.
Został pochowany w Tarnowie, na Cmentarzu Komunalnym Krzyż II.